# Hippocastanaceae
Las Hippocastanaceae es una pequeña familia de árboles y arbustos integrada por tres géneros y unas 25 especies de América del Norte, Asia y la península balcánica.

## Características
Hojas opuestas, palmadas o imparipinnadas. Flores hermafroditas o unisexuales, ligeramente zigomorfas, pentámeras y de ovario súpero, dispuestas en inflorescencias paniculiformes. Fruto en cápsula loculícida.

## Taxonomía
Los miembros de esta familia están estrechamente emparentados con la familia Sapindaceae, mayoritariamente tropical. Los sistemas de clasificación actuales incluyen a los miembros de las Hippocastanaceae junto con los de Aceraceae, entre otros, en las Sapindaceae sensu lato.
Recientes estudios moleculares han demostrado que mientras las Aceraceae y Hippocastanaceae son monofilético en sí mismos, su separación de las Sapindaceae sensu lato, Juss. nom. cons. dejaría  las Sapindaceae sensu stricto como un grupo parafilético. Por lo tanto, es ahora considerada como un simple sinónimo de la subfamilia Hippocastanoideae, Dumortier de las Sapindaceae sensu lato, las Sapindaceae sensu stricto quedándose también como mera subfamilia Sapindoideae Burnett.

## Uso
Su interés económico es escaso y se reduce al cultivo de algunas especies, como ornamentales y de sombra, a su madera, que es de escasa calidad y al empleo medicinal del castaño de indias.